# L'amor és a l'aire (pel·lícula de 2013)
L'amor està a l'aire (originalment en francès, Amour & turbulences) és una pel·lícula de comèdia romàntica francesa del 2013 dirigida per Alexandre Castagnetti. S'ha doblat al català.

## Sinopsi
L'Antoine i la Julie es troben per casualitat en un avió que els porta de Nova York a París, on la Julie es casarà amb en Franck. El problema és que la seva companya de vol no és altra que la seva ex, amb qui va tenir una aventura meravellosa i caòtica uns anys abans. Com aprofitarà l'Antoine aquestes set hores de vol per intentar seduir-la de nou? Reviuen la seva trobada, el seu amor i la seva ruptura, un pretext per a tantes escenes extravagants, mordaces i romàntiques que faran d'aquest viatge el més commovedor de les seves vides.

## Repartiment
- Ludivine Sagnier com a Julie
- Nicolas Bedos com a Antoine
- Jonathan Cohen com a Hugo
- Arnaud Ducret com a Franck
- Brigitte Catillon com a Claire
- Jackie Berroyer com a Arthur
- Clémentine Célarié com a Marie
- Michel Vuillermoz com a Georges
- Odile Vuillemin com l'antiga xicota d'Antoine
- Lila Salet com a Stéphanie
- Ina Castagnetti com a Aïssa
- Sophie-Charlotte Husson com a Nina
- Jérôme Charvet com a Jérôme
- Jean-Philippe Goudroye com a Renat